# هزیود ۸۵۵۰
سیارک ۸۵۵۰ (به انگلیسی: 8550 Hesiodos، نامگذاری:1994PV24) هشت هزار و پانصد و پنجاهمین سیارک کشف شده‌است که در ۱۲ اوت ۱۹۹۴ کشف شد.
قدر مطلق سیارک برابر ۱۲٫۰۰ است.